# Cameo (maçã)
O Cameo é um cultivar de maçã, descoberto por acaso pela família Caudle em um pomar de Dryden, Washington, em 1987. Sua ascendência é incerta; pode ser um cruzamento entre Red Delicious e Golden Delicious, já que foi encontrado perto de pomares dessas frutas; também é semelhante ao cultivar original Delicious. É vermelho vivo, com riscos laranja-creme, firme e estaladiço com um sabor aromático. Esta entre as nove maçãs mais cultivadas no Estado de Washington.